# Johannes Krabbe (Kartograf)

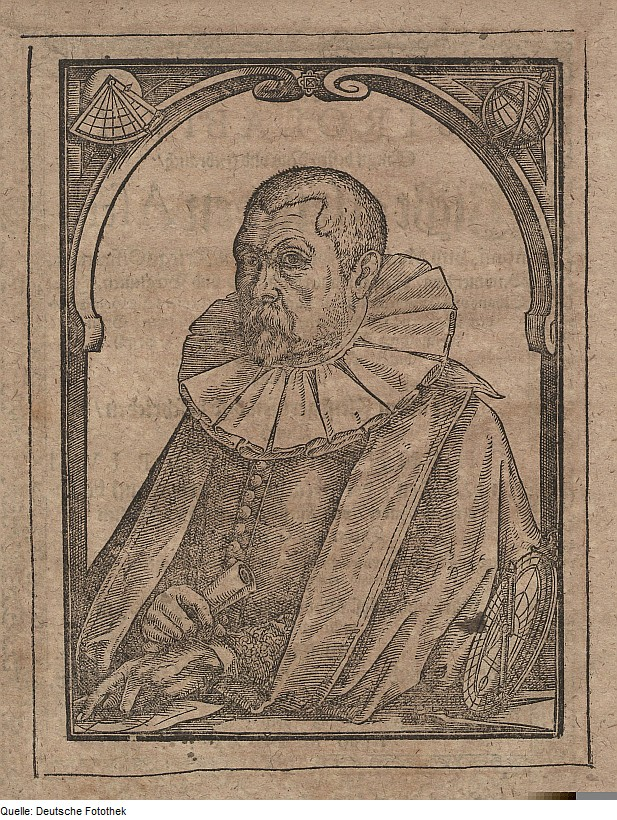
Johannes Krabbe

Johannes Krabbe (* 1553 in Münden; † 14. November 1616 in Wolfenbüttel) war ein deutscher Astrologe, Astronom, Büchsenmacher, Feuerwerker, Geometer, Instrumentenbauer, Kalendermacher, Kartograf, Mathematiker und Uhrmacher der Frühen Neuzeit.

## Leben
Geburtsjahr und -ort sind nicht genau bekannt. Diesbezüglich geht die Forschung von 1553 und Münden (heute Hann. Münden) aus (in Münden war zu jener Zeit eine Schifferfamilie Krabbe ansässig). Nach Johannes Letzner war er Schüler der dortigen Lateinschule. 1579 fertigte er ein Astrolabium. 1581 wurde er Student an der Universität Helmstedt. Im Folgejahr setzte er das Studium an der Universität Frankfurt/Oder fort. Ab 1585 nahm er in mehreren Städten Unterricht, seine Lehrer waren Jost Bürgi, Jacob Cuno, David Fabricius, Hieronymus Nützel und Bartholomäus Scultetus. In Wolfenbüttel wurde er schließlich für Herzog Julius in verschiedenen Funktionen tätig. Auch für dessen Vorgänger und dessen Nachfolger führte er Aufträge aus. Am 24. August 1615 heiratete er Anne Jordans aus Sarstedt und verstarb nach einem Jahr Ehe.

## Werke (Auswahl)
- 1587 Halbgericht Linder
- 1591 Chorographia der Hildesheimer Stiftsfehde
- 1603 Karte des Sollings
- 1630 Neues Astrolabium samt dessen Nutzen[1]

## Editionen
- Chorographia der Hildesheimer Stiftsfehde von Johannes Krabbe 1591, mehrfarbige Reproduktion, LGN, ISBN 978-3-89435-348-3.
- Johannes Krabbe: Karte des Sollings von 1603. herausgegeben und eingeleitet von Hans-Martin Arnoldt, Kirstin Casemir und Uwe Ohanski. Verlag Hahnsche Buchhandlung, Hannover 2004, ISBN 3-7752-6025-0.